# Haraker
Haraker är en tidigare småort, tillika kyrkby i Harakers socken Västerås kommun, Västmanland. 2015 hade folkmängden minskat och småorten upplöstes.
Byn består av enfamiljshus samt bondgårdar och är belägen runt Harakers kyrka, cirka 20 kilometer norr om Västerås centrum. 
Haraker är historiskt känt på grund av två sammandrabbningar under 1400-talet; Slaget vid Hällaskogen 1437 samt Slaget vid Haraker 1464.
Byn genomkorsas av länsväg U 673.

## Fotnoter
1. 1 2 3  Småorternas landareal, folkmängd och invånare per km² 2005 och 2010, korrigerad 2012-10-15, SCB, 15 oktober 2012, läs online, läst: 9 juli 2016.[källa från Wikidata]
2. ↑  Kodnyckel för SCB:s statistiska tätorter och småorter - Koppling mellan gammalt och nytt kodsystem, SCB, 11 november 2021, läs online.[källa från Wikidata]
3. ↑  Förändringar i antalet småorter 2010-2015, Statistiska centralbyrån, 19 december 2016.